# Grondwet van de Verenigde Staten

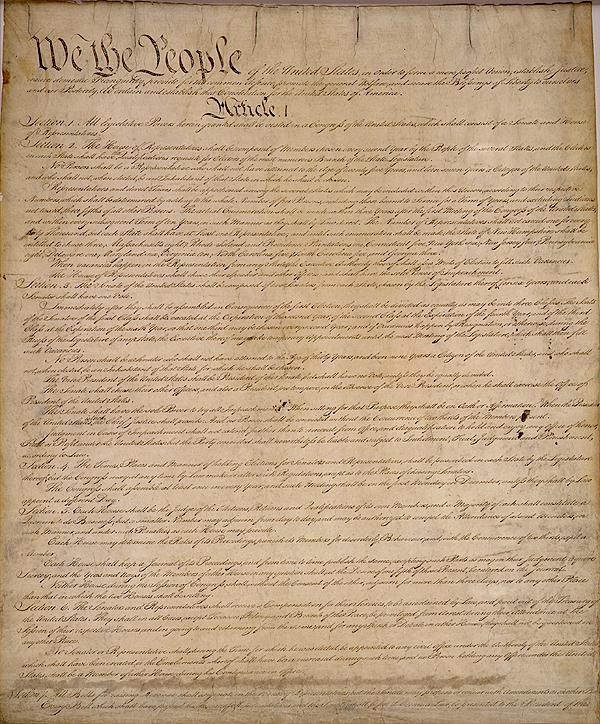
Eerste bladzijde van de Grondwet van de Verenigde Staten.

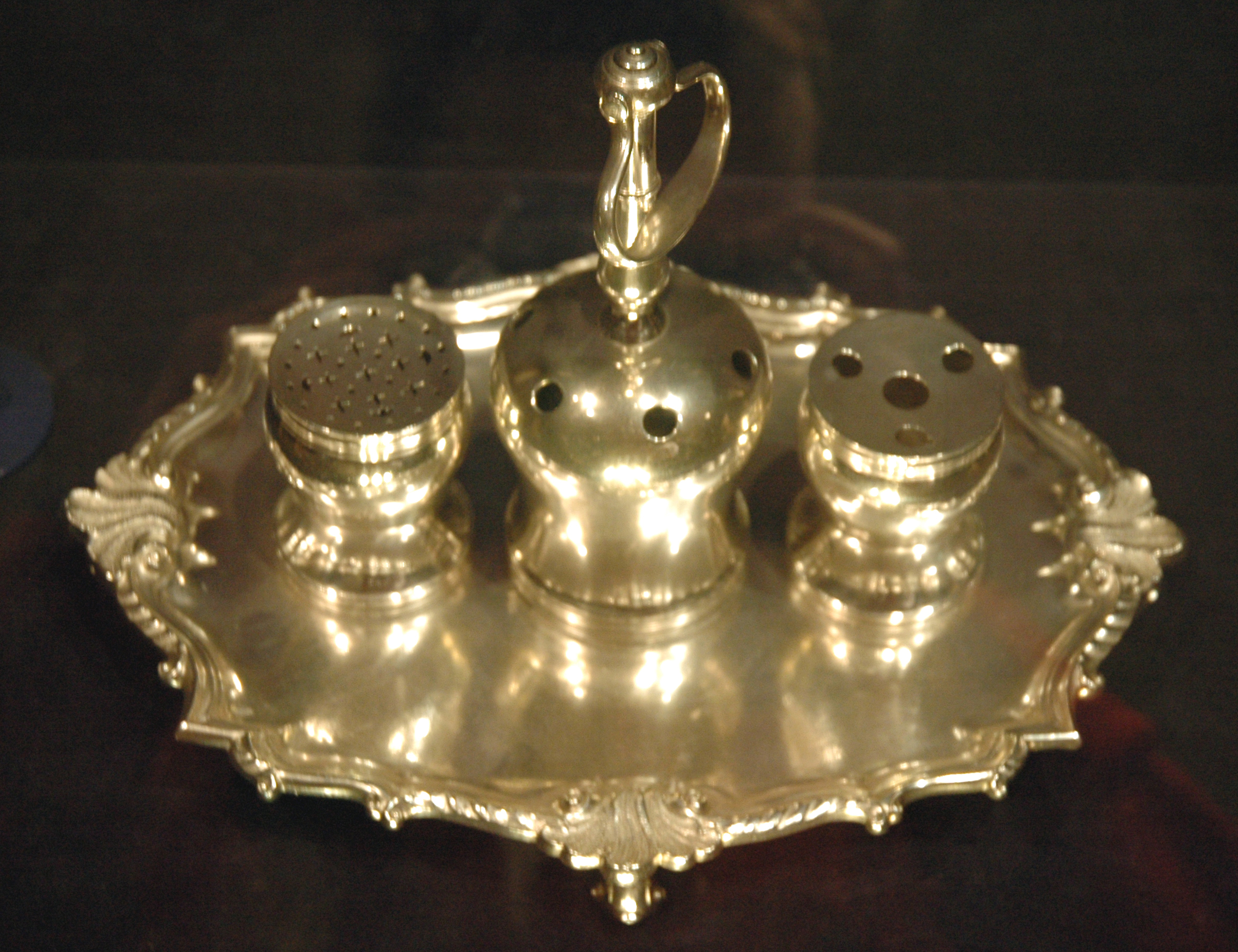
De Syng inkstand, waarmee de Grondwet was ondertekend.

De Grondwet van de Verenigde Staten (Engels: Constitution of the United States) is de hoogste wet van de Verenigde Staten van Amerika en de oudste geschreven grondwet die nog van kracht is. De Grondwet, die oorspronkelijk zeven artikelen omvatte, legt de grondbeginselen vast van de Amerikaanse overheid.
De eerste drie artikelen van de Grondwet behandelen de drie Amerikaanse federale staatsmachten, met name de wetgevende macht (legislative branch), die berust bij het bicameraal Congres, bestaande uit het Huis van Afgevaardigden en de Senaat (artikel 1); de uitvoerende macht (executive branch), die wordt waargenomen door de president van de Verenigde Staten (artikel 2) en de rechterlijke macht (judiciary branch), bestaande uit het Hooggerechtshof van de Verenigde Staten en de federale rechtbanken (artikel 3).
Het vierde, vijfde en het zesde artikel behandelen het federalisme, de rechten en verantwoordelijkheden van de statelijke overheden, de verhoudingen tussen de staten en de federale overheid en de procedure om de Grondwet te amenderen. Het zevende artikel beschrijft de procedure die door de oorspronkelijke dertien staten diende te worden doorlopen om de Grondwet te ratificeren.
De Grondwet werd op 17 september 1787 aangenomen door de Constitutional Convention, die zetelde in de stad Philadelphia, in de staat Pennsylvania. Vervolgens werd de Grondwet geratificeerd door grondwettelijke conventies in de verschillende staten. De Grondwet maakte van de Verenigde Staten een federale staat en verving de confederale Artikelen van Confederatie.
Sinds de inwerkingtreding van de Grondwet op 4 maart 1789 werden 27 amendementen aan de Grondwet toegevoegd, waaronder één amendement dat een vorig amendement herriep (in verband met de Drooglegging), om zo in te spelen op de veranderende noden in de samenleving sinds het einde van de 18e eeuw. De eerste tien amendementen werden in 1791 tegelijkertijd aangenomen en noemt men de Bill of Rights. Deze tien amendementen omschrijven verscheidene individuele vrijheden zoals het recht op vrije meningsuiting en het recht om wapens te houden en te dragen, en legt beperkingen op aan de overheidsmacht. De zeventien latere amendementen breidden de bescherming van burgerrechten verder uit en voerden hervormingen in in enkele overheidsprocedures.

## Achtergrond
Van 5 september 1774 tot 1 maart 1781 fungeerde het Continental Congress als de eerste, voorlopige overheid van de Verenigde Staten. De afgevaardigden in het Eerste (1774) en het Tweede Continentaal Congres (1775-1781) werden aangeduid in zogenaamde Committees of correspondence in de dertien kolonies en (nog) niet door de deelstaatparlementen.
Het Tweede Continentaal Congres stelde tussen midden 1776 en het najaar van 1777 de Artikelen van Confederatie op, de eerste grondwet van de Verenigde Staten. In het voorjaar van 1781 waren de Artikelen van Confederatie door alle dertien staten geratificeerd. Deze eerste grondwet kende slechts beperkte bevoegdheden toe aan de centrale overheid: het zwaartepunt van de bevoegdheden bevond zich bij de individuele staten. De besluitvorming op het confederale niveau verliep langzaam, daar er steeds unanimiteit nodig was onder de staten.
Al snel kreeg het confederale niveau te kampen met financiële problemen. Het Tweede Continentaal Congres bleek niet in staat zijn leningen terug te betalen. Geen enkele staat betaalde zijn volledige bijdrage en sommige staten betaalden helemaal geen bijdragen.
Op internationaal vlak bleek het Tweede Continentaal Congres de Amerikaanse soevereiniteit amper te kunnen handhaven. Soldaten in het leger ontvingen geen soldij meer, wat leidde tot desertie en muiterij. Spanje blokkeerde de toegang tot de stad New Orleans en sloot daarmee een belangrijk Amerikaans handelskanaal af. Bemiddelingspogingen door Amerikaanse functionarissen bleef zonder gevolg. Barbarijse zeerovers legden beslag op Amerikaanse koopvaardijschepen, maar het Tweede Continentaal Congres kon het losgeld niet betalen. In geval van een militaire inval had het Congres geen middelen noch de mogelijkheid om belastingen op te leggen die een tegenaanval zouden kunnen financieren.
Op binnenlands vlak wisten de Artikelen van de Confederatie geen eenheid te brengen onder de dertien staten. Hoewel de Vrede van Parijs tussen het Verenigd Koninkrijk en de Verenigde Staten van 1783 melding maakte van elke van de dertien staten, werd dit verdrag door meerdere staten geschonden. New York en South Carolina vervolgden herhaaldelijk loyalisten en herverdeelden hun landeigendommen. Deelstaatparlementen legden eenzijdig handelsembargo's op, onderhandelden rechtstreeks met andere landen en voerden apart oorlog, wat inging tegen zowel de letter als de geest van de Artikelen.
Op 21 februari 1787 riep het Continentaal Congres een conventie samen in Philadelphia met als enige en uitdrukkelijke doel de herziening van de Artikelen van Confederatie.

## Inwerkingtreding en wijzigingen
De Grondwet werd in 1789 van kracht en heeft dienstgedaan als een model voor de grondwetten van vele andere landen, vooral in Latijns-Amerika.
Amendementen op de Grondwet hebben een tweederdemeerderheid in beide huizen van het Amerikaanse Congres nodig. Vervolgens moeten de parlementen van driekwart van de aangesloten staten ermee instemmen.
De originele Grondwet bestond uit zeven artikelen en wordt permanent tentoongesteld in de Nationale Archieven van de Verenigde Staten in Washington D.C. Momenteel zijn er 27 amendementen.

## Artikelen en amendementen
- De preambule van de Grondwet legt de reden voor het document uit.
- Artikel I legt de grondslag voor de wetgevende macht, bestaande uit het Huis van Afgevaardigden en de Senaat.
- Artikel II behandelt de uitvoerende macht, geleid door de president en geeft ook de impeachmentprocedure vorm.
- Artikel III beschrijft de rechtsprekende macht en geeft ook de definitie voor verraad en legt het recht op een terechtzitting met een jury vast.
- Artikel IV legt de relatie tussen de federale overheid en de individuele staten vast.
- Artikel V geeft weer hoe de Grondwet kan worden gewijzigd met amendementen.
- Artikel VI stelt dat de Grondwet het hoogste orgaan is en dat ambtenaren een eed moeten afleggen de Grondwet te zullen onderschrijven.
- Artikel VII geeft aan hoe en wanneer de Grondwet van kracht wordt. Negen van de dertien staten moesten het ratificeren vooraleer het wettig van kracht zou gaan.

Amendementen worden aan de Grondwet toegevoegd en vervangen niet de bestaande tekst. De eerste tien amendementen worden gezamenlijk de Bill of Rights genoemd. De volgende amendementen zijn aangenomen:
1. 1791: Geeft het recht op vrije meningsuiting, persvrijheid en vrijheid van godsdienst weer.
2. 1791: Regelt de vorming van milities en geeft burgers het recht vuurwapens te dragen.
3. 1791: Verbiedt de overheid zonder toestemming privéhuizen te confisqueren
4. 1791: Beschermt burgers tegen onredelijke fouillering of arrestatie.
5. 1791: Regelt de rechten van verdachten tijdens rechtszaken.
6. 1791: Geeft verdachten het recht op een spoedige behandeling van zijn zaak en rechtsbijstand.
7. 1791: Geeft verdachten het recht om via een juryzitting te worden berecht.
8. 1791: Verbiedt onredelijke borgtochten en wrede behandeling van verdachten.
9. 1791: Zegt dat de Grondwet niet allesomvattend is en dat men rechten heeft die niet met name genoemd worden.
10. 1791: Stelt dat bevoegdheden niet specifiek aan de federale overheid voorbehouden aan de staten of het volk toebehoren.
11. 1795: Bepaalt dat de federale rechterlijke macht niet bevoegd is inzake vorderingen van een burger tegen een staat.
12. 1804: Wijzigt de procedure voor de verkiezingen van de president en vicepresident: de kiesmannen kiezen specifiek voor een president en voor een vice-president.
13. 1865: Verbiedt slavernij.
14. 1868: Regelt het staatsburgerschap.
15. 1870: Verbiedt discriminatie op basis van kleur of ras bij het bepalen wie bij verkiezingen mag stemmen.
16. 1913: Staat de federale overheid toe inkomstenbelasting te heffen.
17. 1913: Regelt de directe verkiezing van senatoren.
18. 1919: Verbiedt verkoop van en handel in alcoholische dranken, drooglegging (herroepen bij amendement XXI)
19. 1920: Verbiedt discriminatie op basis van geslacht bij het bepalen wie bij verkiezingen mag stemmen.
20. 1933: Wijzigt de termijnen van Congresleden en de presidentiële termijn en regelt de presidentiële opvolging indien de president overlijdt voor aanvang van zijn ambtstermijn.
21. 1933: Herroept amendement XVIII
22. 1951: President gelimiteerd tot twee volle termijnen of tien jaar. Als een persoon anders dan de gekozen president de functie van president langer dan twee jaar vervult mag deze persoon hoogstens een maal gekozen worden. Per saldo mag een vervangende president daarmee gedurende maximaal tien jaar de functie vervullen (bijvoorbeeld de vicepresident na het overlijden van de president).
23. 1961: Kent kiesrecht voor de presidentsverkiezingen toe aan de inwoners van het District of Columbia.
24. 1964: Verbiedt staten een belasting te heffen om te mogen stemmen.
25. 1967: Codificeert de presidentiële opvolging en geeft weer hoe en wanneer een president niet geschikt wordt geacht om het ambt uit te oefenen.
26. 1971: Stelt de kiesgerechtigde leeftijd op 18 jaar en ouder.
27. 1992: Regelt salarisverhogingen voor Congresleden.

## Ondertekening
| George Washington — Voorzitter van de Conventie en afgevaardigde van Virginia |

|  |

| Delaware       | {\displaystyle {\begin{cases}\\\\\\\\\\\end{cases}}} | George Read Gunning Bedford jr. John Dickinson Richard Bassett Jacob Broom |
| Maryland       | {\displaystyle {\begin{cases}\\\\\\\end{cases}}}     | James McHenry Daniel of St. Thomas Jenifer Daniel Carroll                  |
| Virginia       | {\displaystyle {\begin{cases}\\\\\end{cases}}}       | John Blair James Madison                                                   |
| North Carolina | {\displaystyle {\begin{cases}\\\\\\\end{cases}}}     | William Blount Richard Dobbs Spaight Hugh Williamson                       |
| South Carolina | {\displaystyle {\begin{cases}\\\\\\\\\end{cases}}}   | John Rutledge Charles Cotesworth Pinckney Charles Pinckney Pierce Butler   |
| Georgia        | {\displaystyle {\begin{cases}\\\\\end{cases}}}       | William Few Abraham Baldwin                                                |

| New Hampshire | {\displaystyle {\begin{cases}\\\\\end{cases}}}               | John Langdon Nicholas Gilman                                                                                                  |
| Massachusetts | {\displaystyle {\begin{cases}\\\\\end{cases}}}               | Nathaniel Gorham Rufus King                                                                                                   |
| Connecticut   | {\displaystyle {\begin{cases}\\\\\end{cases}}}               | William Samuel Johnson Roger Sherman                                                                                          |
| New York      | {\displaystyle {\begin{cases}\\\end{cases}}}                 | Alexander Hamilton |
| New Jersey    | {\displaystyle {\begin{cases}\\\\\\\\\end{cases}}}           | William Livingston David Brearley William Paterson Jonathan Dayton                                                            |
| Pennsylvania  | {\displaystyle {\begin{cases}\\\\\\\\\\\\\\\\\\\end{cases}}} | Benjamin Franklin Thomas Mifflin Robert Morris George Clymer Thomas Fitzsimons Jared Ingersoll James Wilson Gouverneur Morris |